# Levelek Félixtől
A Levelek Félixtől vagy Félix levelei (eredeti cím: Briefe von Felix) német televíziós rajzfilmsorozat, amely a hasonló című könyv alapján készült. Németországban a KI.KA és a ZDF tűzte műsorra. Magyarországon a 2. évadot a Duna TV vetítette, a teljeset a TV2 sugározta, az 1. évadot az M2 adta le.

## Ismertető
Félix, a főhős, aki egy helyes és kedves kislánynak a játéknyuszija. Félix gazdája Szofi, akinek Félix a barátja. Félix mindig eltűnik, ha kimegy a házból. Félix világ körüli utakat jár be, miközben Szofinak mindig megírja levélben, milyen élményekben volt része. Amikor Szofi születésnapja van, akkor a vidámparkhoz készülődik a család és a megszokott keresési tortúrát, hogy elkerüljék, egy csengőt akarnak Félix nyakába tenni. Ez rárémít a kicsi nyuszira, de nem tartja vissza a kirándulástól, hogy megmentse a gazdáját és a családot. A kis nyúl elröpül.

## Szereplők
| Szereplő | Magyar hang (Duna TV-s szinkron) | Magyar hang (TV2-s szinkron) | Leírás |
| -------- | -------------------------------- | ---------------------------- | --- |
| Félix    | Murányi Tünde                    | Németh Kriszta               | A sorozat főhőse, aki egy kis játék nyuszi és nagyon sok világ körüli utat tesz be.                                                         |
| Szofi    | Roatis Andrea                    | Talmács Márta                | Félix gazdája, aki egy helyes és kedves, barna hajú kislány, amíg Félix utazáson van, mindig kap tőle levelet.                              |
| Léna     |                                  |                              | Szofi húga, aki egy helyes és kedves, szőke hajú kislány, szeretni Szofi mesélést hallgatni.                                                |
| Angelic  |                                  |                              | Barna hajú, francia kislány, akinek van egy Lulu nevű plüssbabája, akit elveszít az Eiffel-toronyból és Félix segít benne, hogy megtalálja. |

## Epizódok

### 1. évad
1. Félix elmegy hazulról
2. Félix, az égben
3. Félix Hollandiában
4. Félix Párizsban
5. Félix Londonban
6. Félix Olaszországban
7. Félix Svájcban
8. Félix a Világűrben
9. Félix Görögországban
10. Félix Afrikában
11. Félix Tibetben
12. Félix Egyiptomban
13. Félix találkozik a Mikulással
14. Félix az Északi-sarkon
15. Félix Japánban
16. Félix Ausztráliában
17. Félix Indiában
18. Félix Új-Zélandon
19. Félix Kínában
20. Félix Mexikóban
21. Félix karácsony napján
22. Félix Dél-Amerikában
23. Félix Spanyolországban
24. Félix a tengeren
25. Félix New Yorkban
26. Félix végre hazaér